# Pasewalk
Pasewalk er en by og kommune i det nordøstlige Tyskland, beliggende ved floden Uecker under Landkreis Vorpommern-Greifswald. Landkreis Vorpommern-Greifswald ligger i delstaten Mecklenburg-Vorpommern. Byen har 11.856 indbyggere (2006)[kilde mangler]. Fra 1994 til 2011 var byen hovedsæde for Landkreis Uecker-Randow.

## Transport
- Veje til Anklam, Torgelow, Löcknitz og polske Stettin, Strasburg, Prenzlau og andre.
- motorvejen A20 (Lübeck – Prenzlau-området: Autobahndreieck – motorvej A6 fra Berlin til Stettin)
- jernbane

## Natur (by og omegn)
- 1) Wkrzanska Skoven (polsk: Puszcza Wkrzańska, tysk: Ueckermünder Heide)
- 2) Floden Uecker

## Turisme

### Seværdigheder (by)
- Kirke (13. århundrede)
- Kirke (14. århundrede)
- Kirke (19. århundrede)
- Bymur
- Museum
- Hospital (16. århundrede)

## Venskabsbyer
- Norden, Tyskland
- Police, Polen
- Halen, Belgien

## Byer ved Pasewalk
- Ueckermünde (Tyskland)
- Torgelow (Tyskland)
- Eggesin (Tyskland)
- Strasburg (Tyskland)
- Prenzlau (Tyskland)
- Brüssow (Tyskland)
- Penkun (Tyskland)
- Woldegk (Tyskland)
- Police, Polen
- Stettin (Polen)

## Landsbyer ved Pasewalk
- Löcknitz
- Viereck
- Rossow
- Fahrenwalde
- Rothenlempenow
- Glashütte
- Belling
- Jatznick
- Schönwalde